# 8 (песня)
«8» — восьмая песня американской певицы Билли Айлиш из её дебютного студийного альбома When We All Fall Asleep, Where Do We Go? Она была написана Айлиш и её братом Финниасом О’Коннеллом. Песня достигла 79-й позиции в американском чарте Billboard Hot 100 и 52-й в Канаде. Это единственная песня альбома, где Айлиш играет на укулеле.

## Музыка
«8» — песня, сопровождаемая аккомпанементом на укулеле; голос певицы в ней преобразуется, что делает его звучание  детским, «вдвое моложе». В песне Айлиш от первого лица рассказывает об отношениях. Девушка пытается поддерживать отношения с парнем, но он удаляется от неё, не слышит её, не испытывает к ней ни чувств, ни благодарности. Поэтому она решает прекратить отношения, спрашивая его напоследок, способен ли он вообще что-нибудь чувствовать. И как он может делать именно то, что обещала ему не делать, пока они вместе, она?
Финнеас в интервью MTV рассказал о технике записи вокала к «8». По его словам, уникальность песни заключается именно в звучании вокала после обработки: О’Коннелл записал звук на ускоренной перемотке, что привело к повышению тона, а потом наложил это на дорожку с «нормальным» голосом певицы. «Я думаю, что это был забавный эксперимент, который случайно сработал».

## Чарты
| Чарт (2019)                         | Высшая позиция |
| ----------------------------------- | -------------- |
| Австралия (ARIA)                    | 35             |
| Канада (Billboard Canadian Hot 100) | 52             |
| Новая Зеландия (Recorded Music NZ)  | 83             |
| Швеция (Sverigetopplistan)          | 77             |
| США (Billboard Hot 100)             | 79             |

## Сертификации
| Регион | Сертификация | Продажи |
| --- | ------------ | ------- |
| Канада (Music Canada) | Золотой      | 40 000  |
| США (RIAA) | Золотой      | 500 000 |
| * Данные о продажах приведены только на основе сертификации. · Данные о продажах + прослушиваниях приведены только на основе сертификации. |              |         |